# Городец (Орловская область)
Городе́ц — упразднённый посёлок, существовавший на территории Дмитровского района Орловской области до 2004 года. Входил в состав Малобобровского сельсовета.

## География
Располагался в 9 км к югу от Дмитровска между деревнями Вижонка и Круглое. Высота над уровнем моря 212 м. К юго-западу от Городца располагался также упразднённый посёлок Февральский.

## История
В 1926 году в посёлке было 10 хозяйств крестьянского типа, проживало 85 человек (45 мужского пола и 40 женского). В то время Городец входил в состав Круглинского сельсовета Круглинской волости Дмитровского уезда. Позднее передан в Малобобровский сельсовет. В 1937 году в посёлке было 13 дворов. Во время Великой Отечественной войны, с октября 1941 года по август 1943 года, находился в зоне немецко-фашистской оккупации. Бои в районе посёлка велись 20 и 25 марта, 11 июня и 12 августа 1943 года. Захоронение солдат, погибших в боях за освобождение посёлка, после войны было перенесено в общую братскую могилу села Малое Боброво. К 1981 году постоянное население в Городце отсутствовало. Упразднён 15 октября 2004 года.

## Население
| 85 | 0 | 0 |